# کوزاپسکال، کبک
کوزاپسکال (به فرانسوی: Causapscal) شهرکی در منطقه شهری لا ماتاپدیا ناحیه با-سن-لوران در استان کبک کانادا است. در سرشماری سال ۲۰۱۱ این شهرک ۲٬۵۱۸ نفر جمعیت داشته‌است و مساحت آن ۱۶۳٫۸۸ کیلومتر مربع است.